# ران موري
ران موري (毛利 蘭 موري ران) شخصية من شخصيات رئيسية في الأنمي والمانغا اليابانية المحقق كونان من تأليف غوشو أوياما. تبلغ من العمر 17 عامًا، وهي ابنة المحقق كوغورو موري والمحامية إيري كيساكي. تعد صديقة الطفولة لشينتشي كودو (وتعتبر خطيبته في النسخة المدبلجة للعربية). تكن لشينتشي مشاعر عميقة، واعترفت له بحبها خلال أحداث سلسلة إلهام هولمز (الحلقات 616-621).

## الخلفية والعائلة
تعيش ران مع والدها كوغورو موري بعد انفصاله عن والدتها، وتسعى جاهدة لإصلاح العلاقة بينهما. تدرس في مدرسة تيتان الثانوية، حيث كان يدرس شينتشي كودو قبل أن يتقلص إلى هيئة كونان. بعد اختفاء شينتشي المفاجئ، انتقل كونان إدوجاوا (الذي هو في الحقيقة شينتشي) للعيش معها، حيث أخبرها الدكتور أغاسا أن والدي كونان في رحلة طويلة، مما جعلها تعتبره كأخ صغير لها.

## المهارات والقدرات
- الكاراتيه: تعد ران أفضل لاعبة كاراتيه في نادي مدرستها، وقد حازت على العديد من البطولات.
- الطبخ: تتمتع بمهارات عالية في الطبخ، حيث تتولى إعداد الطعام لوالدها وكونان.
- القوة الجسدية: تمتلك ران قوة بدنية ملحوظة، تمكنها من الدفاع عن نفسها في المواقف الخطرة.

## علاقتها بشينتشي كودو
على الرغم من غياب شينتشي الطويل، تظل ران وفية له وتنتظر عودته. ورغم شكوكها المتكررة حول حقيقة كونان، كما حدث في الحلقة 400، إلا أنها لم تكتشف سره حتى الآن. يحرص شينتشي على إخفاء حقيقته خوفًا من أن تستهدف المنظمة السوداء أحبائه. يتواصل معها أحيانًا عبر الهاتف باستخدام ربطة العنق المغيرة للصوت التي صنعها له الدكتور أغاسا.
مع مرور الوقت، أصبحت ران أكثر ثقة بنفسها بفضل دعم كونان لها، مما ساعدها على مواجهة التحديات التي تعترض طريقها.